# Tidens hjul
Tidens hjul (engelska: The Eye of the World) är del 2 i Robert Jordans fantasyserie Sagan om Drakens Återkomst. Den kom ut 1993 och är översatt av Ylva Spångberg.

## Handling
Sällskapet som färdades mot Tar Valon har splittrats i tre delar under flykten från Shadar Logoth. Vi får följa de olika grupperna parallellt.
Perrin, Egwene och hennes häst Bela träffar en man som heter Elyas Machera och som kan tala med vargar. Perrin märker att även han besitter den förmågan. De träffar också knåparna, ett fredligt folk som bor i vagnar. Perrin och Egwene blir tillfångatagna av Ljusets Söner, en orden som har som mål att utrota allt vad de anser vara ondska (i detta ingår människor som kan tala med vargar). De blir dock räddade av Moiraine, Nynaeve och Lan, som har färdats tillsammans sedan splittringen. Nynaeve och Lan har börjat utveckla amorösa känslor gentemot varann. Samtidigt färdas Thom Merrilin, Rand och Mat på Bayle Domons skepp mot Vitabro. Där möter de en myrddraal som Thom kämpar emot för att pojkarna ska hinna fly. De ger sig av mot Andors huvudstad Caemlyn. Mat mår dåligt och blir mer och mer misstänksam mot allt och alla. Rand får ta hand om honom. I Caemlyn möter de en ogier som heter Loial. När Rand ska klättra upp på en mur för att få se den falska draken Logain faller han ner i vad som visar sig vara palatsträdgården. Där träffar han Tronens Dotter Elayne och hennes bröder Gawyn och Galad. Han blir ställd inför drottning Morgase och hennes Aes Sedai-rådgiverska Elaida för intrång men får gå fri. Sedan dyker hela sällskapet - utom Thom - upp i Caemlyn och Moiraine kan diagnostisera Mats sjukdom - den beror på dolken han tog från Shadar Logoth. Om Mat ska bli bra måste han till Tar Valon. Men först måste hela sällskapet till Fal Dara eftersom Världens Öga är hotat. De kommer dit genom vägarna, ett mörkt och otäckt sätt att färdas. Vid Världens Öga besegrar Rand de förlorade Balthamel och Aginor, och upptäcker att han kan leda Kraften. De hittar också det legendomsusade Valeres Horn.
| Föregående bok: Farornas väg | Sagan om Drakens Återkomst | Nästa bok: Valeres horn |